# ケネス・ヤマダ
ケネス・ヤマダ（けねす やまだ、Kenneth Manao Yamada、1944年9月- ） は、米国育ちの米国の細胞生物学者・男性。日系3世。アメリカ国立衛生研究所の国立歯科・頭蓋顔面研究所の細胞/発生生物学部・部長。専門は細胞接着分子の細胞生物学。数十人の日本人生命科学者が、彼の研究室でポスドクとして研究した。

## 研究概要
米国 スタンフォード大学のベッセルス (Norman K. Wessells) の研究室で、培養細胞を用いて、神経軸索成長の仕組みを、マイクロフィラメントや微小管との関係で研究したのが、研究人生のスタートだった。最初の論文を、1970年、26歳のときに出版した。
1974年、オレゴン大学・生物学部、J.A. Weston研究室のポスドクだったケネス・ヤマダは、ニワトリ繊維芽細胞から細胞表面のタンパク質を単離し「CSP」(Cell Surface Protein) と命名した。「CSP」は、その前年の1973年、英国 王立がん研究基金のリチャード・ハインズ (Richard O. Hynes) が、培養細胞のがん化に伴い細胞表面から消失するタンパク質として発見したフィブロネクチンと同じタンパク質だった。
1974年、細胞のがん化に関連するタンパク質を単離した縁で、NIHの国立がん研究所・分子生物学部（パスタン部長）の研究員に採用された。
1976年、フィブロネクチンの細胞接着活性を発見した。
1983年、ポスドクの林正男と共に、フィブロネクチンのドメイン構造を決定した。
1985年、ポスドクの長谷川孝幸・悦子夫妻と共に、フィブロネクチン・レセプタータンパク質を単離した。
1990年、米国・NIHの国立歯科・頭蓋顔面研究所の発生生物学部・部長に就任した。
その後も含め、フィブロネクチン、細胞接着分子、細胞外マトリックス、インテグリン、細胞内シグナル伝達、細胞骨格に焦点を合わせ、細胞接着、細胞移動、がん細胞の浸潤、細胞外マトリックス構築、組織形態形成を研究している。

## 略歴
- 1944年 - ミネソタ州に生まれた。父親は医学研究者
- 1966年 - 米国 スタンフォード大学  学士号取得（生物学専攻）
- 1971年 - 米国 スタンフォード大学  博士号取得（生物学専攻）
- 1972年
  - 米国 スタンフォード大学  医師免許取得
  - 研修医　セトン医学センター、カリフォルニア州
- 1973年 - 米国オレゴン大学・生物学部、J.A. Weston研究室　ポスドク
- 1974年 - 米国・NIHの国立がん研究所・分子生物学部（パスタン部長）・研究員
- 1980年 - 同、膜生化学室・室長
- 1990年 - 米国・NIHの国立歯科・頭蓋顔面研究所の発生生物学部・部長
- 1991年 - アメリカ科学振興協会のフェロー (Fellow of the AAAS)
- 1996年 - 現  米国・NIHの国立歯科・頭蓋顔面研究所の細胞/発生生物学部・部長
- 2004年 - 米国マトリックス生物学会のSenior Investigator Award
- 2011年 - NIH Distinguished Investigator

（この節の出典）

## 弟子
日系3世のためか、日本人の弟子が多く、数十人の日本人生命科学者が、彼の研究室でポスドクとして研究した。以下、日本人（外国人は著名な人）を中心にリストする。この節、網羅的ではない。年代は着任年。

### 1976 - 1979年
- ケネス・オルデン (Kenneth Olden) - 初代ポスドク。後に、ハワード大学・教授、ハワード大学・がんセンター・所長を経て、米国・NIHの国立環境衛生科学研究所・3代目所長（1991-2005年）になる。
- イーライ・ハーン (Liang-Hsien E. Hahn) - 2代目ポスドク。台湾出身、研究者をやめて医師になり、ハワイ・ホノルルで開業医

### 1980 - 1989年
- 林正男 - 3代目ポスドク（日本人初代ポスドク）。お茶の水女子大学・名誉教授
- 平野英保　3代目ポストドク　さくらクリニック博多院長　最先端がん治療･最先端糖尿病治療･最先端動脈硬化治療･茜会昭和病院名誉院長
- 春日雅人 - ポスドクではないが、弟子の一人。神戸大学医学部第二内科教授、病院長を経て2012年より国立国際医療研究センター理事長・総長
- スティーブ・アキヤマ (Steven K. Akiyama)
- 長谷川孝幸
- 武藤悦子 - 理研・チームリーダー
- マーチン・ハンフリー (Martin Humphries) - 英国・マンチェスター大学・教授 (Professor Martin Humphries (BSc, PhD, FMedSci))
- 永田和宏 - 京都大学・名誉教授、京都産業大学・総合生命科学部・教授
- 漆原秀子 - 筑波大学・教授
- 小原政信 - 広島大学・教授
- 佐賀信介 - 愛知医科大学・教授、医学部長
- 品川進
- 保田叔昭 - 国立水俣病総合研究センター・退官
- 長井俊彦
- 竹永啓三 - 島根大学・准教授
- 山川直美 - 東京都健康長寿医療センター研究所
- 青田伸一
- 山田俊平 - やまだ歯科口腔外科クリニック・院長

### 1990 - 1999年
- 木岡紀幸 - 京都大学・教授
- 田村雅仁 - 産業医科大学・腎センター・部長・准教授
- 宮本新吾 - 福岡大学・教授
- 顧 建国（グ チェゴ：Gu Jianguo） - 東北薬科大学・教授

### 2000 - 2009年
- 阪井丘芳（さかい たかよし） - 大阪大学・教授
- 小野寺智洋 - 北海道大学・助教
- Masaru Araki
- Yukinori Endo
- Kazue Matsumoto

## 主な著作
- 400編以上の論文発表

## 主な特許
- United States Patent No. 6743626, "Artificial salivary gland," Baum, B.J., Yamada, K.M., Cukierman, E., and Mooney, D., 2004
- United States Patent No. 8048641, "Micropatterning of Biological Molecules using Laser Ablation," Doyle, A.D., Yamada, K.M., and Wang, F.W., 2011